# Hyaleucerea manicorensis
Hyaleucerea manicorensis là một loài bướm đêm thuộc phân họ Arctiinae, họ Erebidae.